# Saison 1991-1992 de la LHOu
Saison précédente Saison suivante
La saison 1991-1992 est la 26e saison de hockey sur glace de la Ligue de hockey de l'Ouest. Les Blazers de Kamloops remporte la Coupe du Président en battant en finale les Blades de Saskatoon. Puis, les Blazers remporte par la suite la Coupe Memorial.

## Saison régulière
Ajout à la ligue avant le début de la saison des Rockets de Tacoma qui devient la quinzième franchise active de la ligue, ces derniers évolueront dans la division Ouest.

### Classement
| Division Est             | PJ | V  | D  | N | Pts | BP  | BC  |
| ------------------------ | -- | -- | -- | - | --- | --- | --- |
| Raiders de Prince Albert | 72 | 50 | 20 | 2 | 102 | 356 | 261 |
| Tigers de Medicine Hat   | 72 | 48 | 24 | 0 | 96  | 336 | 264 |
| Blades de Saskatoon      | 72 | 38 | 29 | 5 | 81  | 315 | 260 |
| Hurricanes de Lethbridge | 72 | 39 | 31 | 2 | 80  | 350 | 284 |
| Broncos de Swift Current | 72 | 35 | 33 | 4 | 74  | 296 | 313 |
| Warriors de Moose Jaw    | 72 | 33 | 36 | 3 | 69  | 279 | 316 |
| Pats de Regina           | 72 | 31 | 36 | 5 | 67  | 300 | 298 |
| Wheat Kings de Brandon   | 72 | 11 | 55 | 6 | 28  | 246 | 356 |

| Division Ouest           | PJ | V  | D  | N | Pts | BP  | BC  |
| ------------------------ | -- | -- | -- | - | --- | --- | --- |
| Blazers de Kamloops      | 72 | 51 | 17 | 4 | 106 | 351 | 226 |
| Chiefs de Spokane        | 72 | 37 | 29 | 6 | 80  | 267 | 270 |
| Americans de Tri-City    | 72 | 35 | 35 | 2 | 72  | 363 | 376 |
| Thunderbirds de Seattle  | 72 | 33 | 34 | 5 | 71  | 292 | 285 |
| Winter Hawks de Portland | 72 | 31 | 37 | 4 | 66  | 314 | 342 |
| Rockets de Tacoma        | 72 | 24 | 43 | 5 | 53  | 273 | 346 |
| Cougars de Victoria      | 72 | 15 | 52 | 5 | 35  | 231 | 372 |

### Meilleurs pointeurs
| Joueur            | Équipe        | PJ | B  | A  | Pts | Pun |
| ----------------- | ------------- | -- | -- | -- | --- | --- |
| Kevin St. Jacques | Lethbridge    | 71 | 65 | 75 | 140 | 119 |
| Terry Degner      | Tri-City      | 72 | 58 | 81 | 139 | 63  |
| Brian Sakic       | Tri-City      | 72 | 45 | 83 | 128 | 35  |
| Kevin Riehl       | Medicine Hat  | 69 | 65 | 50 | 115 | 87  |
| Chris Schmidt     | Moose Jaw     | 72 | 60 | 54 | 114 | 16  |
| Jeff Nielson      | Prince Albert | 64 | 48 | 65 | 113 | 64  |
| Zac Boyer         | Kamloops      | 70 | 40 | 69 | 109 | 70  |
| Steve Konowalchuk | Portland      | 64 | 51 | 53 | 104 | 95  |
| Andy Schneider    | Swift Current | 63 | 44 | 60 | 104 | 100 |
| Donevan Hextall   | Prince Albert | 71 | 33 | 71 | 104 | 95  |

## Séries éliminatoires
|  | Huitièmes de finale      | Huitièmes de finale     |                          |   | Quarts de finale | Quarts de finale |  |  | Demi-finales | Demi-finales |  |  | Finale | Finale |
|  | Huitièmes de finale      | Huitièmes de finale     |                          |   | Quarts de finale | Quarts de finale |  |  | Demi-finales | Demi-finales |  |  | Finale | Finale |
|  |                          |                         |                          |   |                  |                  |  |  |              |              |  |  |        |        |
|  |                          |                         |                          |   |                  |                  |  |  |              |              |  |  |        |        |
|  |                          |                         |                          |   |                  |                  |  |  |              |              |  |  |        |        |
|  | Raiders de Prince Albert | 4                       |                          |   |                  |                  |  |  |              |              |  |  |        |        |
|  | Raiders de Prince Albert | 4                       |                          |   |                  |                  |  |  |              |              |  |  |        |        |
|  | Warriors de Moose Jaw    | 0                       |                          |   |                  |                  |  |  |              |              |  |  |        |        |
|  | Warriors de Moose Jaw    | 0                       | Raiders de Prince Albert |   |                  |                  |  |  |              |              |  |  |        |        |
|  |                          |                         |                          |   |                  |                  |  |  |              |              |  |  |        |        |
|  |                          | Laissé-Passé            |                          |   |                  |                  |  |  |              |              |  |  |        |        |
|  |                          |                         |                          |   |                  |                  |  |  |              |              |  |  |        |        |
|  |                          |                         |                          |   |                  |                  |  |  |              |              |  |  |        |        |
|  |                          |                         |                          |   |                  |                  |  |  |              |              |  |  |        |        |
|  | Raiders de Prince Albert | 2                       |                          |   |                  |                  |  |  |              |              |  |  |        |        |
|  | Raiders de Prince Albert | 2                       |                          |   |                  |                  |  |  |              |              |  |  |        |        |
|  |                          | Blades de Saskatoon     | 4                        |   |                  |                  |  |  |              |              |  |  |        |        |
|  | Tigers de Medicine Hat   | Blades de Saskatoon     | 4                        | 0 |                  |                  |  |  |              |              |  |  |        |        |
|  | Tigers de Medicine Hat   |                         |                          | 0 |                  |                  |  |  |              |              |  |  |        |        |
|  | Broncos de Swift Current | 4                       |                          |   |                  |                  |  |  |              |              |  |  |        |        |
|  | Broncos de Swift Current | 4                       | Broncos de Swift Current | 1 |                  |                  |  |  |              |              |  |  |        |        |
|  |                          |                         | Broncos de Swift Current | 1 |                  |                  |  |  |              |              |  |  |        |        |
|  |                          | Blades de Saskatoon     | 3                        |   |                  |                  |  |  |              |              |  |  |        |        |
|  | Blades de Saskatoon      | Blades de Saskatoon     | 3                        | 4 |                  |                  |  |  |              |              |  |  |        |        |
|  | Blades de Saskatoon      |                         |                          | 4 |                  |                  |  |  |              |              |  |  |        |        |
|  | Hurricanes de Lethbridge | 1                       |                          |   |                  |                  |  |  |              |              |  |  |        |        |
|  | Hurricanes de Lethbridge | 1                       | Blades de Saskatoon      | 3 |                  |                  |  |  |              |              |  |  |        |        |
|  |                          |                         | Blades de Saskatoon      | 3 |                  |                  |  |  |              |              |  |  |        |        |
|  |                          | Blazers de Kamloops     | 4                        |   |                  |                  |  |  |              |              |  |  |        |        |
|  | Blazers de Kamloops      | Blazers de Kamloops     | 4                        | 4 |                  |                  |  |  |              |              |  |  |        |        |
|  | Blazers de Kamloops      |                         |                          | 4 |                  |                  |  |  |              |              |  |  |        |        |
|  | Rockets de Tacoma        | 0                       |                          |   |                  |                  |  |  |              |              |  |  |        |        |
|  | Rockets de Tacoma        | 0                       | Blazers de Kamloops      |   |                  |                  |  |  |              |              |  |  |        |        |
|  |                          |                         |                          |   |                  |                  |  |  |              |              |  |  |        |        |
|  |                          | Laissé-Passé            |                          |   |                  |                  |  |  |              |              |  |  |        |        |
|  |                          |                         |                          |   |                  |                  |  |  |              |              |  |  |        |        |
|  |                          |                         |                          |   |                  |                  |  |  |              |              |  |  |        |        |
|  |                          |                         |                          |   |                  |                  |  |  |              |              |  |  |        |        |
|  | Blazers de Kamloops      | 4                       |                          |   |                  |                  |  |  |              |              |  |  |        |        |
|  | Blazers de Kamloops      | 4                       |                          |   |                  |                  |  |  |              |              |  |  |        |        |
|  |                          | Thunderbirds de Seattle | 2                        |   |                  |                  |  |  |              |              |  |  |        |        |
|  | Chiefs de Spokane        | Thunderbirds de Seattle | 2                        | 4 |                  |                  |  |  |              |              |  |  |        |        |
|  | Chiefs de Spokane        |                         |                          | 4 |                  |                  |  |  |              |              |  |  |        |        |
|  | Winter Hawks de Portland | 2                       |                          |   |                  |                  |  |  |              |              |  |  |        |        |
|  | Winter Hawks de Portland | 2                       | Chiefs de Spokane        | 4 |                  |                  |  |  |              |              |  |  |        |        |
|  |                          |                         | Chiefs de Spokane        | 4 |                  |                  |  |  |              |              |  |  |        |        |
|  |                          | Thunderbirds de Seattle | 3                        |   |                  |                  |  |  |              |              |  |  |        |        |
|  | Americans de Tri-City    | Thunderbirds de Seattle | 3                        | 1 |                  |                  |  |  |              |              |  |  |        |        |
|  | Americans de Tri-City    |                         |                          | 1 |                  |                  |  |  |              |              |  |  |        |        |
|  | Thunderbirds de Seattle  | 4                       |                          |   |                  |                  |  |  |              |              |  |  |        |        |
|  | Thunderbirds de Seattle  | 4                       |                          |   |                  |                  |  |  |              |              |  |  |        |        |

## Honneurs et trophées
- Trophée Scotty-Munro, remis au champion de la saison régulière : Blazers de Kamloops.
- Trophée commémoratif des quatre Broncos, remis au meilleur joueur : Steve Konowalchuk, Winter Hawks de Portland.
- Trophée Daryl-K.-(Doc)-Seaman, remis au meilleur joueur étudiant : Ashley Buckberger, Broncos de Swift Current.
- Trophée Bob-Clarke, remis au meilleur pointeur : Kevin St. Jacques, Hurricanes de Lethbridge.
- Trophée Brad-Hornung, remis au joueur ayant le meilleur esprit sportif : Steve Junker, Chiefs de Spokane.
- Trophée commémoratif Bill-Hunter, remis au meilleur défenseur : Richard Matvichuk, Blades de Saskatoon.
- Trophée Jim Piggott, remis à la meilleure recrue : Ashley Buckberger, Broncos de Swift Current.
- Trophée Del-Wilson, remis au meilleur gardien : Corey Hirsch, Blazers de Kamloops.
- Trophée Dunc-McCallum, remis au meilleur entraîneur : Bryan Maxwell, Chiefs de Spokane.
- Trophée Lloyd-Saunders, remis au membre exécutif de l'année : Darryl Lubiniecki, Blades de Saskatoon.
- Trophée St. Clair Group, remis au meilleur membre des relations publique : Mark Dennis, Rockets de Tacoma.
- Trophée plus-moins de la WHL, remis au joueur ayant le meilleur ratio +/- : Dean McAmmond, Raiders de Prince Albert.
- Trophée airBC, remis au meilleur joueur en série éliminatoire : Jarrett Deuling, Blazers de Kamloops.